# Cuba Libre (musikalbum)
Cuba Libre är ett studioalbum av det svenska dansbandetet Lasse Stefanz, släppt 2011. Redan före albumsläppet hade man för 14:e gången sålt platina.

## Låtlista
1. Cuba Libre
2. Dagen går mot kväll
3. På vår cambing
4. Äppelblom, hägg och syren
5. Driving My Life Away
6. Ett regn av tårar
7. Comment ça va
8. Tiden läker inga sår
9. När tunga moln har landat
10. Sweet Senorita
11. Vi ses snart igen
12. Dom kallar mej playboy
13. Brev till en vän
14. Send Me Some Lovin'
15. Rap Das Armas - Parapapa
16. I Surrender ("En blick och nånting händer") bonus)

## Listplaceringar
| Lista (2011) | Topplacering |
| ------------ | ------------ |
| Norge        | 18           |
| Sverige      | 1            |

### Fotnoter
1. ↑  ”Ginza Musik”. Arkiverad från originalet den 16 juni 2011. https://web.archive.org/web/20110616121644/http://www.ginza.se/Product/Product.aspx?Identifier=404973. Läst 13 juni 2011.
2. ↑  ”v.25 Stark entré av In Flames, men Lasse Stefanz kvar i toppen”. Musikindustrin. http://www.musikindustrin.se/2011/06/23/sverigetopplistan_v_25_stark_entre_av_in_flames__men_lasse_stefanz_kvar_i_toppen/. Läst 27 juni 2011.
3. ↑  ”Svensk mediedatabas”. https://smdb.kb.se/catalog/id/002739522. Läst 13 juni 2011.
4. ↑  ”Får jag lov?”. 1 juni 2011. http://www.fjl.se/Tidningen/Notiser/Lasse-Stefanz-skeppar-platina/. Läst 13 juni 2011.
5. ↑  ”Listplacering”. Arkiverad från originalet den 9 december 2011. https://web.archive.org/web/20111209234427/http://norwegiancharts.com/showitem.asp?interpret=Lasse%20Stefanz&titel=Cuba%20libre&cat=a. Läst 3 juli 2011.
6. ↑  ”Listplacering”. http://hitparad.se/showitem.asp?interpret=Lasse+Stefanz&titel=Cuba+libre&cat=a. Läst 16 juni 2011.